# 百利 (3M)
百利（英文：Scotch-Brite），是3M公司的一系列清潔用品品牌名稱，原本產品線使用聚丙烯纖維製成，其後也用到氧化鋁作為材料。

## 主要產品系列
- 隨手黏系列
- 抹布系列
- 刷類系列
- 菜瓜布系列
- 地板清潔系列
- 手套系列
- 其他（防油污貼膜）

## 外部連結
- 3M百利官網 （页面存档备份，存于）